# Pokémon Pikachu
Pokémon Yellow Version: Special Pikachu Edition (ポケットモンスターピカチュウ Poketto Monsutā Pikachū, lit. "Pocket Monsters Pikachu"), được biết đến nhiều hơn với cái tên Pokémon Yellow, là trò chơi điện tử theo lượt được phát triển bởi Game Freak và phân phối bởi Nintendo vào năm 1998 cho hệ máy chơi game cầm tay Game Boy. Nó là một phiên bản đặc biệt của Red và Blue. Cùng với sự ra mắt của Pokémon Yellow, một phiên bản đặc biệt với màu vàng chủ đạo dành cho Game Boy Color cũng đã được ra mắt. 

## Lối chơi

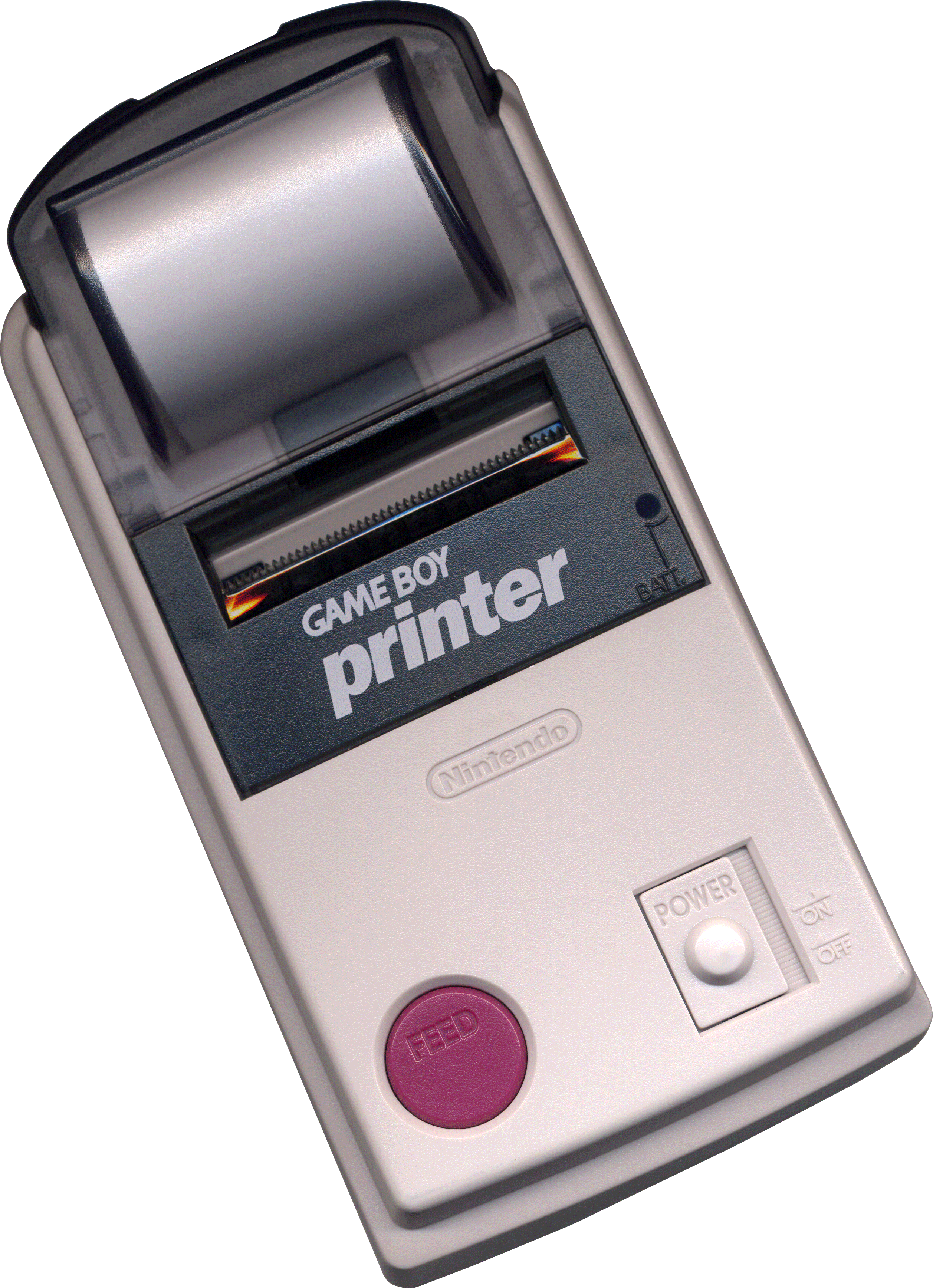
Đây là Gameboy Printer

Trong phiên bản Yellow này, Pokémon bắt đầu của bạn không được lựa chọn như ở Red hay Blue là ba con Squirtle, Bulbasaur hoặc Charmander, mà bắt buộc phải chọn Pikachu và đối thủ sẽ chọn Eevee.Còn một tính năng cực mới và chỉ có trong bản Yellow này đó chính là khi bạn quay mặt vào Pikachu, rồi kế đó nhấn nút A sẽ xem được biểu hiện, trạng thái của Pikachu, hay phải không?
Pokémon Yellow là phiên bản nâng cấp của Pokémon Red và Blue. Giống như tựa game trước, game được chơi dưới góc nhìn của người thứ ba, từ trên xuống dưới và chứa ba màn hình cơ bản: thế giới tổng quát, nơi người chơi điều khiển nhân vật của mình. Khi người chơi khám phá thế giới anh ấy/cô ấy sẽ gặp nhiều địa hình khác nhau, như bãi cỏ, rừng, hang động, biển mỗi nơi có một loài Pokémon khác nhau. Khi người chơi ngẫu nhiên bắt gặp một Pokémon, sân đấu chuyển thành một cảnh chiến đấu theo lượt, các Pokémon sẽ chiến đấu với nhau. Trong trận chiến, người chơi có thể điều khiển Pokémon của mình bằng cách chọn một trong bốn chiêu thức, dùng vật dụng, đổi Pokémon, hoặc cố gắng chạy thoát. Mỗi Pokémon đều có hit points (HP); khi HP của Pokémon bị giảm xuống 0, nó sẽ bất tỉnh và không còn khả năng chiến đấu cho đến khi được hồi phục. Khi Pokémon của đối thủ bất tỉnh, Pokémon của người chơi tham gia trận đấu sẽ nhận được một số EXP (điểm kinh nghiệm). Sau khi có đủ số EXP, Pokémon sẽ lên cấp độ. Cấp độ của một Pokémon ảnh hưởng đến khả năng của nó, như là chỉ số chiến đấu được nhận thêm, và chiêu thức học được. Tại một số cấp độ nhất định, Pokémon có thể tiến hóa. Sự tiến hóa cũng ảnh hưởng đến chỉ số chiến đấu và cấp độ có thể học chiêu thức mới (cấp độ cao hơn cho nhiều chỉ số hơn, mặc dù có thể sẽ không học được chiêu thức mới sớm).
Thu phục Pokémon cũng là một yếu tố cần thiết khi chơi. Trong khi chiến đấu với một Pokémon hoang dã, người chơi có thể ném Poké Ball vào nó. Nếu Pokémon được bắt thành công, nó sẽ thuộc quyền sở hữu của người chơi. Yếu tố ảnh hưởng đến tỉ lệ bắt thành công gồm có HP của Pokémon mục tiêu và loại Poké Ball sử dụng: HP của mục tiêu càng thấp và Poké Ball càng mạnh, tỉ lệ bắt thành công càng cao. Mục tiêu chính của game là hoàn thành Pokédex, một sách giáo khoa thông minh về Pokémon, bằng cách bắt, tiến hóa, và trao đổi để thu phục được tất cả 151 Pokémon. Pokémon Yellow cho phép người chơi trao đổi Pokémon giữa các game bằng Game Link Cable, kể cả tựa game trước Pokémon Red và Blue. Phương pháp trao đổi này phải dùng để hoàn thành Pokédex, vì một số Pokémon chỉ có thể tiến hoán bằng cách trao đổi và mỗi phiên bản đều có những Pokémon riêng biệt. Link Cable cũng có khả năng giúp người chơi chiến đấu với người chơi khác.